# Eupithecia aestiva
Eupithecia aestiva är en fjärilsart som beskrevs av Karl Dietze 1913. Eupithecia aestiva ingår i släktet Eupithecia och familjen mätare. Inga underarter finns listade i Catalogue of Life.